# Namps-Maisnil
Namps-Maisnil är en kommun i departementet Somme i regionen Hauts-de-France i norra Frankrike. Kommunen ligger i kantonen Conty som tillhör arrondissementet Amiens. År 2022 hade Namps-Maisnil 1 014 invånare.

## Befolkningsutveckling
Antalet invånare i kommunen Namps-Maisnil
| Referens: INSEE |